# 하나와촌 (야마나시현)
하나와촌(花輪村)은 야마나시현 나카코마군에 있던 촌이다. 현재의 주오시 중심부에 해당한다.

## 역사
- 1889년 7월 1일 - 정촌제 시행에 의해 하나와촌이 단독으로 지자체를 형성하였다.
- 1941년 2월 11일 - 고이카와촌, 시노부촌과 합병해 다토미촌이 성립하여, 동일 하나와촌은 폐지되었다.

## 교통

### 철도
- 철도성
  - 미노부선

## 참고문헌
- 角川日本地名大辞典 19 山梨県